# توماس برداريتش
توماس برداريتش (بالألمانية: Thomas Brdarić)‏ مواليد 23 يناير 1975 في نورتينغن، ألمانيا الغربية، هو لاعب كرة قدم ألماني دولي سابق كان يلعب كمهاجم. اعتزل اللعب عام 2008 مع هانوفر 96. بدأ مسيرته الرياضية عام 1992. لعب خلال مسيرته 342 مباراة سجل خلالها 102 أهداف.

## المسيرة الاحترافية

### أندية لعب لها
- نادي شتوتغارت
- فورتونا دوسلدورف
- باير 04 ليفركوزن
- نادي فولفسبورغ
- هانوفر 96

## روابط خارجية
- توماس برداريتش على موقع قاعدة بيانات كرة القدم.إي يو (الإنجليزية)
- توماس برداريتش على موقع بيانات كرة القدم. دي إي (الألمانية)
- توماس برداريتش على موقع ناشيونال فوتبول تيمز (الإنجليزية)
- توماس برداريتش على موقع Soccerway.com (الإنجليزية)
- توماس برداريتش على موقع عالم كرة القدم.نت (الإنجليزية)